# Брюс Колдуелл
Брюс Колдуелл (англ. Bruce Caldwell) — американський історик економіки, професор-дослідник економіки в Університеті Дьюка та директор Центру історії політичної економії. До того як обійняти цю посаду, Колдуелл був видатним професором економіки в Університеті Північної Кароліни в Грінсборо, США.

## Життя
Особисте життя та інформація про Брюса Колдуелла не є загальновідомою. Колдуелл народився в 1952 році в США. Він отримав бакалаврський і магістерський ступені в галузі політичних наук у університеті Джорджа Вашингтона. На початку своєї кар'єри він працював в різних організаціях, що займаються захистом прав людини та свободи слова. У 1979 році отримав ступінь доктора філософії. Отримав ступінь доктора економіки в Університеті Північної Кароліни в Чапел-Хілл і працював після докторантури в Нью-Йоркському університеті. Він колишній президент Товариства історії економіки, колишній виконавчий директор Міжнародної мережі економічного методу та довічний член Клер Холл, Кембридж.

## Книги
Колдуелл є автором книги «Поза межами позитивізму: економічна методологія у 20-му столітті», вперше опублікованої в 1982 році.
Також Брюс є автором книги «Hayek's Challenge: An Intellectual Biography of F. A. Hayek», а з 2002 року є головним редактором The Collected Works of F. A. Hayek.Протягом останніх двох десятиліть його дослідження були зосереджені на багатогранних працях лауреата Нобелівської премії, економіста та соціального теоретика Фрідріха А. Гаєка. Інтелектуальну біографію Хайєка Колдуелла «Виклик Хайєка» опублікувала 2004 року видавництво Чиказького університету. Він є третім редактором серії після W.W. Бартлі III і Стівена Кресджа. Зокрема, Колдуелл відредагував «Дорогу до кріпацтва: текст і документи — остаточне видання»

## Дослідження
Протягом останніх двох десятиліть його дослідження зосереджувалися на багатогранних роботах лауреата Нобелівської премії, економіста та соціального теоретика Фрідріха А. Гаєка.

## Нагороди
У 2019—2020 роках він був почесним запрошеним науковим співробітником Гуверівського інституту Стенфордського університету. Він мав наукові стипендії в Нью-Йоркському університеті, LSE та Кембриджському університеті.